# Iris barbatula
Iris barbatula ist eine Pflanzenart aus der Gattung der Schwertlilien (Iris).

## Merkmale
Iris barbatula wächst dicht büschelig und hat einen kleinen Vegetationspunkt. Die Wurzeln sind geschwollen, spindelförmig und knollig. Die Blätter sind linealisch, leicht gebogen, steif und während der Blüte 9 bis 19  Zentimeter × 2 bis 5 Millimeter sowie während der Fruchtreife 30 × 1 Zentimeter groß. Auf einer Seite sind zwei, auf der anderen eine verdickte Blattader vorhanden. Die Blattbasis ist von braunen Fasern umgeben, die Blattspitze dünn zugespitzt. Die Stängel sind einfach und nicht entwickelt oder bis 4 Zentimeter lang. Die 3 Spathas sind grün, lanzettlich und zwei- bis vierblütig. Die Längste ist 2 bis 6 Zentimeter lang. Die Blüten sind dunkel violett und haben einen Durchmesser von 2 bis 7 Zentimeter. Die Perigonröhre ist blass grün, dünn und 3 bis 10 Zentimeter groß. Die Hängeblätter sind verkehrtlanzettlich und 3 bis 5,2 × 0,7 bis 1,3 Zentimeter groß. Die Platte ist ausgebreitet und von einem zentralen, gelben, ausgefransten Scheitel aus verlaufend nach außen hin weiße Streifen. Die Domblätter sind ausgebreitet, an der Basis der Platte gelegentlich weiß geadert, 2,7 bis 5 × 0,6 bis 1 Zentimeter groß und schmal verkehrtlanzettlich. Die Staubblätter sind ungefähr 2 Zentimeter groß, die Staubbeutel cremefarben. Die Griffeläste sind 3 bis 4 Zentimeter groß. Die endständigen Lappen sind aufrecht. Die Kapsel ist ellipsoid und 2 bis 2,5 × ungefähr 1,2 Zentimeter groß. Die Samen sind birnenförmig und von einem Arillus umgeben.
Die Art blüht von Mai bis Juli und fruchtet im September.

## Vorkommen
Iris barbatula kommt China (Yunnan) vor. Sie wächst auf grasbedeckten Plateaus in Höhenlagen von 2400 bis 3600 Meter.

## Systematik
Iris barbatula wurde 1995 von Henry J. Noltie und K. Y. Guan erstbeschrieben.

## Belege
- Yu-tang Zhao, Henry J. Noltie, Brian F. Mathew: Iris barbatula. In: Flora of China. Volume 24. 2000, S. 307 (online)